# Branko Sokač
Branko Sokač (Tivat, 27. svibnja 1933. – Zagreb, 8. rujna 2021.),  bio je hrvatski geolog i akademik.

## Životopis
Osnovnu i srednju školu pohađao je u Zagrebu gdje je maturirao 1951. god. Studirao je na Prirodoslovno-matematičkom fakultetu Sveučilišta u Zagrebu - geološki odjel, gdje je 1956. godine diplomirao. Nakon odsluženja vojnog roka 1957. zaposlio se u poduzeću "Elektrosond", a 1959. pa do umirovljenja 2002. radio je u Geološkom zavodu u Zagrebu (danas Hrvatski geološki institut).
Postdiplomski studij završio je na Prirodoslovno-matematičkom fakultetu 1964. godine. Doktorirao je na Sveučilištu u Zagrebu 1973. obranom doktorske disertacije pod naslovom "Geologija Velebita".
U zvanje znanstvenog asistenta izabran je 1978.g., u višeg znan. suradnika 1979., a od 1985. ima zvanje znan. savjetnika. Za člana suradnika JAZU izabran je 1988., a od 1992. godinae za redovitog člana Hrvatske akademije znanosti i umjetnosti.

## Vanjske poveznice
- LZMK / Hrvatska enciklopedija: Sokač, Branko
- HAZU / Članovi Akademije: Sokač Branko, akademik
- Semantic Scholar.org – Branko Sokač (engl.)